# Las 2 Carolinas
Las 2 Carolinas (título original: Las Dos Carolinas) es una telenovela chilena de comedia romántica dramática creada por Víctor Carrasco y Vicente Sabatini Downey. Se estrenó en Chilevisión el 2 de marzo de 2014, recibió una buena audiencia y críticas positivas, y concluyó el 12 de septiembre del mismo año. La trama aborda temas como la suplantación de identidad, la ambición, el clasismo, la explotación laboral en la industria de la moda, la homosexualidad y el progresismo profesional.
Protagonizada por Claudia Di Girolamo y Francisca Lewin en roles titulares. Con Pablo Cerda y Eduardo Paxeco en roles masculinos principales, cuenta con el rol antagónico de Claudia Picero,y la participación especial de Paloma Moreno.

## Sinopsis
Una esforzada joven proveniente de una familia de escasos recursos, obtiene un puesto relevante en el mundo de la moda gracias a que es confundida con una mujer de clase acomodada que tiene su mismo nombre. Este alcance de nombre hace que sea seleccionada en una elegante boutique dirigida por una autoritaria jefa que cree que está empleando a la hija de una de sus amigas. Sin embargo, el brillo, los lujos y la elegancia, la deslumbran y tientan a aceptar un millonario contrato.
Al enterarse de la suplantación, la joven guardará silencio para no decepcionar a su familia, ilusionada con su nuevo trabajo, y también para no dejar pasar esta oportunidad, pues su madre está a punto de perder la casa por una gran cantidad de deudas. Así, tendrá que comenzar una doble vida, segura de que en algún momento podrá confesar la verdad.

## Producción
El director Vicente Sabatini Downey fue quien dio inicio al desarrollo del proyecto, el cual inicialmente se pensó para ser una teleserie nocturna. Originalmente, la idea era lanzar la producción en el segundo semestre de 2013, pero debido al éxito y la extensión de Graduados durante ese año, la estación privada decidió reprogramar su estreno para el horario vespertino, en el primer semestre de 2014.
La historia creada por Víctor Carrasco fue elegida entre varios proyectos que se presentaron a Chilevisión. En una entrevista con el portal Terra, el autor comentó que «la trama aborda temas como la inserción laboral y la discriminación sociocultural, centrándose en una profesional que, tras graduarse de la universidad, no logra conseguir trabajo debido a sus orígenes». La teleserie también toma inspiración de la película estadounidense El diablo viste a la moda.
El desarrollo de los guiones comenzó en 2013, con el trabajo de los guionistas Andrea Franco, Fernando Delgado, Daniel Gijón y Tomás Espinosa, bajo la supervisión de Víctor Carrasco. Franco explicó que «el principal desafío fue crear un producto que combinara la comedia y el entretenimiento con temas sociales y relevantes, como la falta de oportunidades para los jóvenes profesionales, la discriminación en el ámbito laboral y la difícil elección de las mujeres entre su crecimiento profesional y su vida personal».

### Casting
El 6 de agosto de 2013, se anunció que Claudia Di Girolamo sería la protagonista madura de la telenovela. Sobre la historia, la actriz expresó: "Los dos mundos sociales están muy bien retratados y con un tono de comedia romántica que le queda perfecto".
El casting para el papel de Carolina resultó ser más desafiante. Chilevisión buscaba una actriz joven de renombre, y Sabatini consideró que Francisca Lewin sería una excelente opción para fortalecer las perspectivas comerciales de la cadena. Javiera Díaz de Valdés, Paloma Moreno y Lucy Cominetti también fueron consideradas para el rol. Tras varias conversaciones, Francisca Lewin, quien acababa de terminar contrato con Canal 13, decidió aceptar la propuesta del director. Lewin expresó: "Para mí era importante hacerme cargo de esta realidad. Es una oportunidad interpretar este papel. Santiago de Chile es una ciudad muy dividida, con una enorme brecha social, donde las personas que no tienen contactos, aunque hagan bien las cosas, no pueden acceder a un buen trabajo".
Los siguientes actores confirmados fueron Héctor Noguera, Juan Falcón, Tiago Correa, Sofía García e Isidora Urrejola, quienes ya mantenían un vínculo con Chilevisión. El resto del elenco no llegó fácil, Sabatini tenía que estrenar un reparto totalmente renovado. Ximena Rivas y Francisca Gavilán se unieron al reparto tras terminar vínculo con Televisión Nacional y Canal 13, respectivamente. A Catalina Pulido le ofrecieron el papel de Magdalena, pero lo rechazó debido a conflictos de agenda con Intrusos.

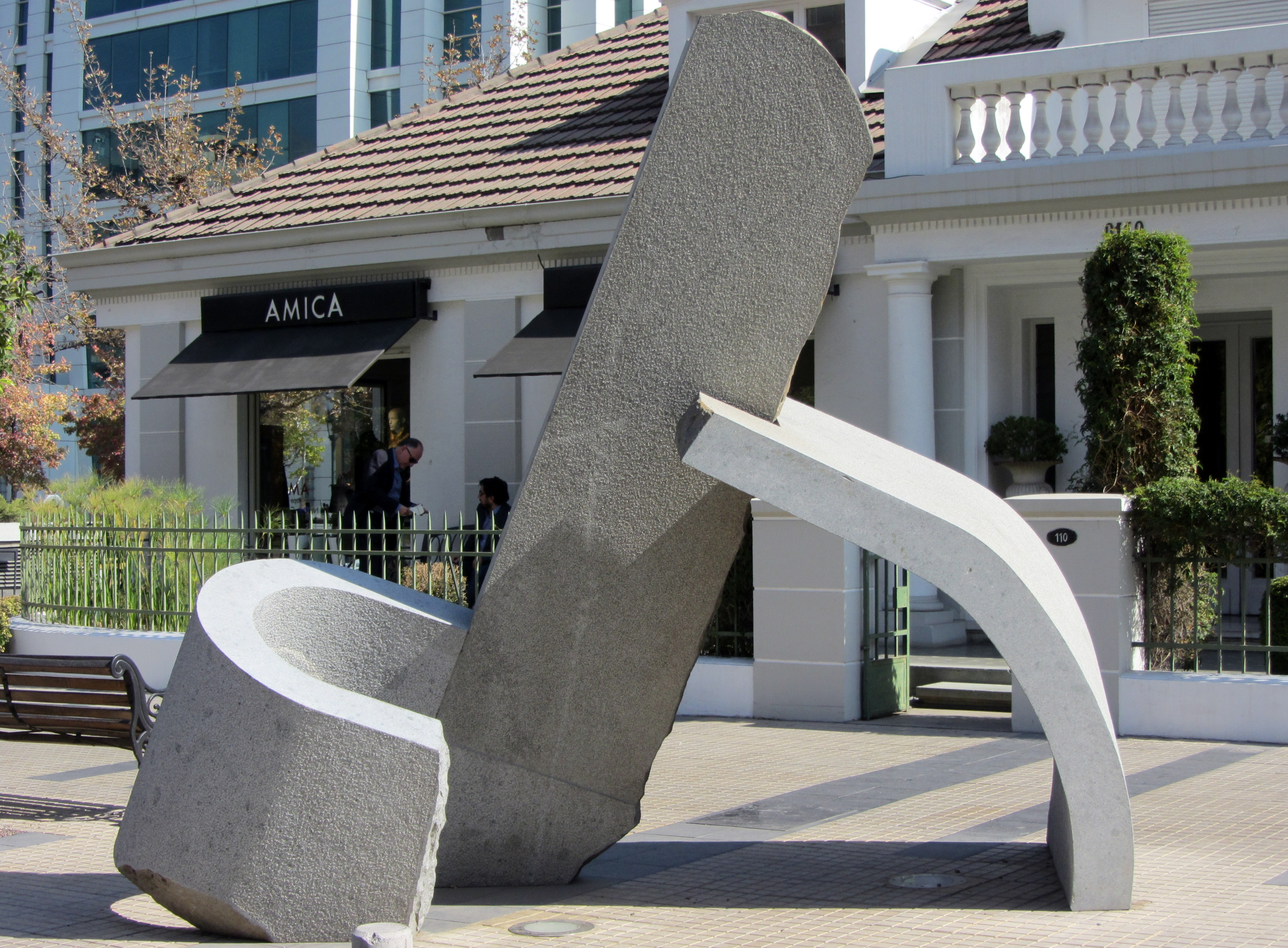
Paseo de las Esculturas La Pastora, lugar donde se filmó el exterior de Sofía Parker Boutique.

El 14 de octubre de 2013, a un mes de iniciar el rodaje, se hizo oficial la salida de Tiago Correa del proyecto. Según medios como Emol y Terra, las verdaderas razones de su renuncia se debieron a su decisión de "explorar nuevos rumbos" profesionales. Ese mismo día, la producción anunció que Sebastián Layseca sería quien lo reemplazaría. Además, se confirmó que Pablo Cerda tendría uno de los papeles principales en la serie. El 14 de noviembre, se sumó al elenco Karla Melo, quien se había destacado como actriz revelación en la exitosa serie El reemplazante.

### Rodaje

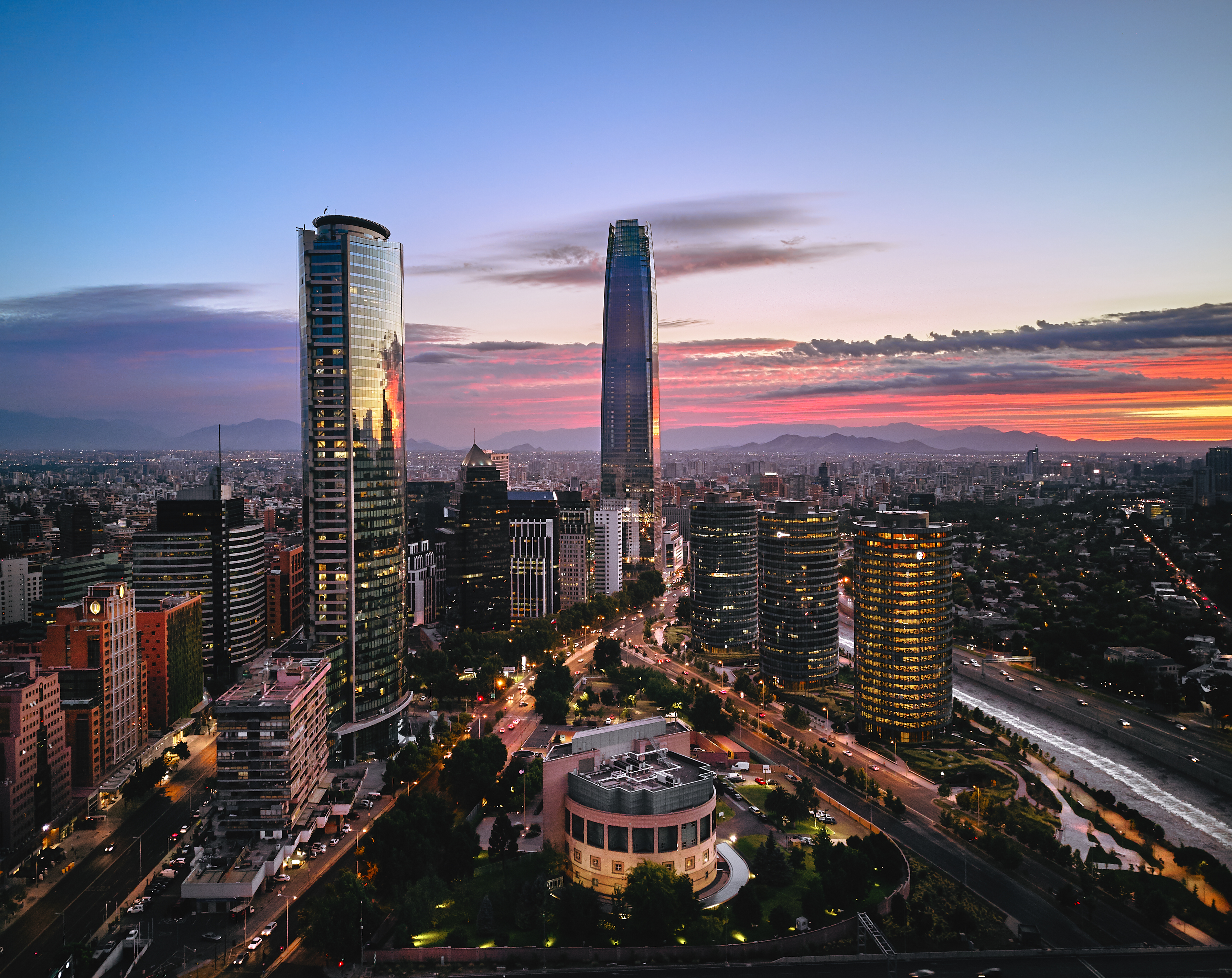
Vista del centro financiero de Santiago donde se inició el rodaje exterior.

Las grabaciones comenzaron el 25 de noviembre de 2013, con el título provisional de "La doble vida de Carolina Salazar". Estas se realizaron en los estudios externos de la cadena televisiva, ubicados en la calle Exequiel Fernández, en Macul, donde se construyeron las escenografías de la tienda de ropa, la casa de Carolina y una discoteca, espacios clave para el desarrollo de la trama. Además, el equipo de producción inició el rodaje de escenas en exteriores, grabando en lugares como Sanhattan y Puente Alto, específicamente alrededor de la estación de metro ubicada en la plaza de esta última zona.

## Reparto
Una lista completa del reparto confirmado se publicó a través de Chilevisión el 25 de noviembre de 2013.

### Principales
- Claudia Di Girolamo como Sofía Parker[24]
- Francisca Lewin como Carolina Salazar[25]
- Pablo Cerda como Martín Parker[26]
- Juan Falcón como Wilson Vásquez[27]
- Ximena Rivas como Rebeca Ibarra[28]
- Héctor Noguera como Rolando Vallejos
- Isidora Urrejola como Lorena Salazar
- Sofía García como Isidora Ruiz
- Eduardo Paxeco como Lautaro Martínez[29]
- Francisca Gavilán como Jacqueline Duarte
- Sebastián Layseca como Jonathan Salazar
- Paloma Moreno como Carolina Salazar[8]
- Antonio Campos como Pablo Verdugo
- Claudio Castellón como Augusto Navarro
- Daniela Palavecino como Alejandra Verdugo
- Claudia Picero como Magdalena Fuentes[7]
- Eyal Meyer como Max Parker[30]
- Karla Melo como Carla Ferrada
- Juan Carlos Maldonado como Fabricio Salazar
- Luz Jiménez como Rosa Bahamondes
- Constanza Poloni como Estefi Salazar

## Promoción

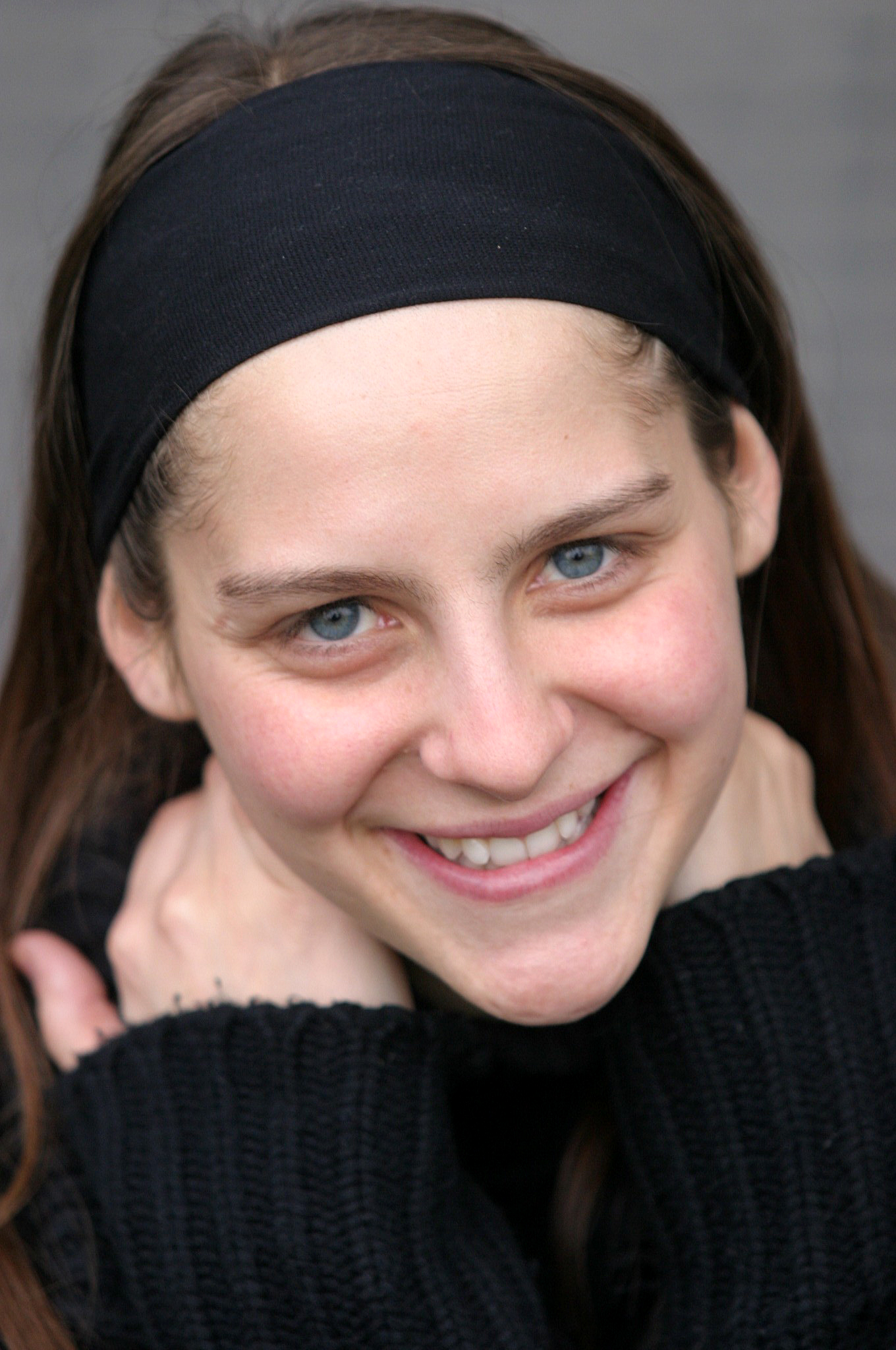
Francisca Lewin, interpreta la protagonista de la producción.

El 11 de enero de 2014 se estrenó el primer videoclip publicitario de la teleserie Las dos Carolinas por televisión, con el tema musical que lleva el nombre de «Soy lo que soy», en dónde cuenta las dos vidas de la protagonista, quien es interpretada por Francisca Lewin, donde hace un juego con su rol en la ficción: la de chica de clase media y la elegante trabajadora de una exclusiva boutique. En el video promocional destacan sus dos amores, el humilde Lautaro (Eduardo Paxeco) y el adinerado Martín (Pablo Cerda). Además aparece su narcisista jefa (Claudia di Girólamo), su esforzada madre (Ximena Rivas) y su hermana menor (Isidora Urrejola). 

### Lanzamiento
El lanzamiento ante la prensa tuvo lugar el 29 de enero de 2014 en la Plaza de Armas de Puente Alto, lugar de origen del personaje principal, Carolina Salazar. El evento fue recibido con entusiasmo por cientos de personas que acudieron para conocer más detalles sobre la producción. Durante la jornada, se presentó a los actores que formarían parte del reparto y al equipo de producción. Además, la destacada banda musical Sonora Palacios ofreció su actuación La animación del evento estuvo a cargo de Ignacio Gutiérrez, presentador de La mañana.

## Audiencia
| Horario               | # Eps. | Estreno            | Estreno         | Final                    | Final           | Posición  | Temporada | Promedio Final |
| Horario               | # Eps. | Data               | Primer capítulo | Data                     | Último capítulo | Audiencia | Temporada | Promedio Final |
| --------------------- | ------ | ------------------ | --------------- | ------------------------ | --------------- | --------- | --------- | -------------- |
| lunes a viernes 20:00 | 136    | 2 de marzo de 2014 | 13,6            | 12 de septiembre de 2014 | 9,2             | 3         | 2014      | 8,0            |

## Recepción
La telenovela se estrenó el 2 de marzo de 2014 a las 20 pm., alcanzando una audiencia de 13,6 puntos de rating, con un pico de 16 unidades, además de una excelente recepción en las redes sociales. El hashtag #Las2Carolinas se convirtió en el primer trending topic en Twitter en Chile. Sin embargo, a partir de la tercera semana de su emisión, la audiencia comenzó a disminuir, bajando a 9 y 8 puntos, lo que se atribuyó a la competencia con otros programas como El amor lo manejo yo de TVN y Mamá mechona de Canal 13. Ante esta situación, Chilevisión tomó la decisión de no emitir escenas del día anterior y alargar la duración del programa. Durante la transmisión de Las 2 Carolinas, también se alcanzó un pico en la cantidad de visitas al sitio web oficial.